# Cornelius Schnauber
Cornelius Schnauber (* 18. April 1939 in Freital; † 21. Februar 2014 in Los Angeles) war Professor für deutsche Literaturgeschichte, Rhetorik, Ausdruckskunde, Oper und Film an der University of Southern California (USC) in Los Angeles und deutscher Schriftsteller.

## Lebenslauf
Nach dem Studium der deutschen Literatur, Phonetik und Politischer Wissenschaften und der Promotion 1965 in Hamburg zog er 1966 in die USA und wurde zunächst Professor an der University of North Dakota, um zwei Jahre später Professor für deutsche Literaturgeschichte an der USC zu werden. Hier gründete er das Max Kade Institute for Austrian–German–Swiss Studies und leitet es als Direktor. Seit 1973 organisierte Schnauber internationale Veranstaltungen, Seminare und „Workshops“ mit prominenten Schriftstellern, Politikern, Musikern, Filmkünstlern der deutschsprachigen Länder und der USA in Los Angeles.
Seit 1992 wirkte er zudem als German Diction Coach an der Los Angeles Opera unter dem Generaldirektor Plácido Domingo. Fünf Jahre später verarbeitete er diese Erfahrungen als Verfasser eines Buches über Domingo. Schnauber war Herausgeber und Kommentator von Fritz Langs und Billy Wilders Filmtexten und Autor wissenschaftlicher Artikeln sowie Essays über Literatur und Prosodik, Musiktheorie, NS-Zeit, Konkrete Kunst, Poesie, Exil–Autoren und Filmkünstler in Hollywood sowie über die Gegenwartsliteratur der Schweiz und Österreichs. Er wirkte mehrere Jahre als Mitarbeiter der Deutschen Welle und des Bayerischen Rundfunks, der Neuen Zürcher Zeitung und als Berater für Fernsehstationen und Filmproduktionen, wie beispielsweise beim Spielfilm Hitler – Aufstieg des Bösen.
Seit 1999 organisierte Schnauber Ausstellungen sowie künstlerische und akademische Veranstaltungen in Dresden, um die Beziehungen zwischen Sachsen und Los Angeles zu vertiefen und war für mehrere Jahre die Verbindungsperson zwischen der Shoah Foundation und der sächsischen Landesregierung. Er war Mitbegründer und Co–Chairman des German–Jewish Dialogues in Los Angeles.
Schnauber war unter anderem Mitglied im P.E.N.-Zentrum deutschsprachiger Autoren im Ausland.

## Auszeichnungen
- Goldenes Ehrenzeichen für Verdienste um die Republik Österreich (1979)
- Bundesverdienstkreuz am Bande und 1. Klasse der Bundesrepublik Deutschland" (1986 und 2002)
- The Federal Republic of Germany Friendship Award (1983)
- Konrad-Adenauer-Medaille
- Resolution Cornelius Schnauber awarded by the Los Angeles City Council “for his contribution to the understanding of the cultural heritage of the City of Los Angeles and the longstanding history of friendship between Berlin and Los Angeles,”
- 1. Empfänger des „Lifetime Achievement Award“ der “American Association of Teachers of German”, (2003).

## Werke (Auswahl)
- Cornelius Schnauber: Von Dresden bis Hollywood – Erinnerungen, Reflexionen und Begegnungen aus zwei Welten, erzählt einer Freundin in 7 Vigilien, Dresden 2010. ISBN 978-3-00-030239-8
- Cornelius Schnauber: Die Hausmanns – eine Hollywood-Chronik. ISBN 3-430-18018-X
- Cornelius Schnauber: Plácido Domingo, Düsseldorf-New York-Wien-Moskau 1994. ISBN 3-430-18008-2
- Cornelius Schnauber: Spaziergänge durch das Hollywood der Emigranten, Zürich: Arche 1992. ISBN 3-7160-2147-4
- Cornelius Schnauber: Fritz Lang in Hollywood, Wien 1986. ISBN 3-203-50953-9
- Cornelius Schnauber: Wie Hitler sprach und schrieb – zur Psychologie und Prosodik der faschistischen Rhetorik, Frankfurt am Main 1972.